# D.R.E.A.M.
D.R.E.A.M. (I Dream) est une série télévisée britannico-espagnole en treize épisodes de 25 minutes, créée par Paul Dorman et Simon Fuller et diffusée entre le 22 septembre et le 15 décembre 2004 sur CBBC. Elle met en vedette les membres du groupe S Club 8.
En France, la série a été diffusée entre le 5 mars et le 28 mai 2005 sur France 2 et sur Gulli en 2010-2011. Un album éponyme (intitulé originellement Welcome to Avalon Heights au Royaume-Uni) sera commercialisé ainsi que le single Say It's Alright qui se classera 32e des ventes en France.

## Synopsis
D.R.E.A.M., c'est l'histoire de treize jeunes qui, le temps d'un été, ont la chance de pouvoir étudier au Domaine d'Avalon. La particularité de cette école ? les matières enseignées. Ici, pas de français, maths ou bio, mais comédie, chant, danse, théâtre ! 
L'école est installée dans une villa magnifique au milieu d'un parc verdoyant, mais ne vous fiez pas aux apparences, on y travaille dur : ce n'est pas une colo, mais une véritable école du show-biz. Si on veut devenir célèbre, il faudra travailler ! Mais en cas de problème, on peut toujours compter sur ses amis, c'est ça aussi le Domaine d'Avalon !

## Distribution
- Calvin Goldspink : Calvin
- Frankie Sandford : Frankie
- Jay Asforis : Jay
- Stacey McClean : Stacey
- Rochelle Wiseman : Rochelle
- Hannah Richings : Hannah
- Daisy Evans : Daisy
- Aaron Renfree : Aaron

- Matt Di Angelo (en) : Felix
- Lorna Want (en) : Natalie
- Rachel Hyde-Harvey (en) : Amy
- Helen Kurup (en) : Khush
- George Wood (en) : Ollie
- Christopher Lloyd : Prof. Toone
- Wayne Morris : Patrick

## Production
Cette série a été tournée à Barcelone en Espagne.

## Personnages

### Professeurs
Le Professeur Toone : directeur et professeur de « comment survivre dans le monde du show-biz ». C'est un prof un peu farfelu mais très attachant, qui sait donner de précieux conseils quand cela s'avère nécessaire.
Patrick : professeur de chant et de théâtre, intendant (il gère toute la partie administration). Félix et lui sont pareils, même s'ils refusent tous deux de l'admettre !
Analie : Professeur de danse et maman de substitution quand le besoin s'en fait sentir. Elle est la fille du professeur Toone.

### Élèves
Hannah : elle aime le rose, pour faire craquer les mecs… mais aussi car c'est une belle couleur ! Elle déteste les personnes qui jugent quelqu'un avant de le connaître. Sa chanson préférée du CD de la série est Don't Steal Our Sunshine. Le moment qu'elle préfère au Domaine d'Avalon : quand elle a été cameraman !
Stacey : elle aime chanter, ce qui n'est pas très surprenant ! Elle déteste la mesquinerie.
Sa chanson préférée du CD de la série est Welcome to Avalon Heights. Cette chanson lui rappelle l'excitation qu'elle a ressenti lorsqu'ils ont été présentés au Professeur Toone. Le moment qu'elle préfère au Domaine d'Avalon : Aaron dans ses collants car il était trop ridicule !
Frankie : elle aime chanter et danser. Elle déteste mal faire, lorsqu'elle essaye de faire de son mieux…! Sa chanson préférée du CD de la série est Here Comes Summer. Le moment qu'elle préfère au Domaine d'Avalon : quand Natalie s'est fait coincer à cause de la cassette sur laquelle elle avoue utiliser Jay et Calvin pour son projet mais préfère finalement travailler avec Félix !
Daisy : elle aime la mode, la mode, la mode… Elle adore les fringues ! Elle déteste les uniformes d'école et a horreur de compromettre son individualité. Sa chanson préférée du CD de la série est Waste your Time On me. Le moment qu'elle préfère au Domaine d'Avalon : lorsqu'elle a dû être ingénieur du son.
Rochelle : elle aime les sorties en boîte entre filles avec de la bonne musique et un volume sonore assez élevé…! Elle déteste les journalistes. Sa chanson préférée sur le CD de la série est Beautiful Thing par Calvin et Jay. Le moment qu'elle préfère au Domaine d'Avalon : il y en a trop ! Toute lexpérience lui semble incroyable…
Natalie : elle aime Chanel, Gucci, Prada, les cartes de crédits de son père, les perles, les chaussures, … et elle-même bien sûr ! Elle déteste se lever tôt et n'avoir aucun vêtement cool à porter. Sa chanson préférée du CD de la série est, et ça peut paraître bizarre, I Want You Around que chantent Amy et Félix. Le moment qu'elle préfère au Domaine d'Avalon : chanter Waste Your Time On Me, car c'est un grand moment avec la presse et qu'elle trouve qu'elle le fait très bien !
Amy : elle aime les personnes honnêtes et les esprits forts. Elle déteste les filles à Papa. Sa chanson préférée du CD de la série est Here Comes Summer car elle a adoré sauter dans le lac tout en la chantant. Le moment qu'elle préfère au Domaine d'Avalon : quand les paparazzi ont pris Natalie en photo alors qu'elle avait les doigts dans le nez !
Khush : elle aime danser, chanter, se faire de nouveaux amis, s'amuser, être créative, rêver éveillée… mais surtout danser à vrai dire ! Elle déteste tout ce qui se rapporte aux insectes. Sa chanson préférée du CD de la série est Sunshine. Le moment qu'elle préfère au Domaine d'Avalon : amener le groupe entier à massacrer les paparazzi, et les aider à se sentir mieux quand ils n'allaient vraiment pas bien !
Aaron : il aime son ordinateur et jouer des percussions. Il détestela tenue à volants qu'il a dû porter pour le projet de Khush ! Sa chanson préférée du CD de la série est Show Me The Stage car elle est vraiment entraînante selon lui. Le moment qu'il préfère au Domaine d'Avalon : Amy et Natalie qui foncent dans un arbre !
Jay : il aimefaire du roller. Il déteste se brouiller avec ses amis : ça le rend vraiment trop triste ! Sa chanson préférée du CD de la série est Show Me The Stage car c'est la chanson qu'il chante avec Aaron et Calvin sur scène. Le moment qu'il préfère au Domaine d'Avalon : quand il a chanté avec Aaron et Calvin sur scène, justement.
Oliver, dit Ollie : il aime jouer au foot, jouer du piano, sortir avec ses copains, voyager, aller au ciné. Il déteste monter sur scène et avoir un trou de mémoire. Sa chanson préférée du CD de la série est Sunshine. Le moment qu'il préfère au Domaine d'Avalon : le fait qu'Aaron semble décidément avoir toujours porté des volants, des talons hauts et des collants !
Calvin : il aime les filles, chanter, la laque, les mousses pour cheveux, les sérums, la cire, les gels, les crèmes, les vaporisateurs… Tout ce qui concerne les cheveux, en fait. Il déteste l'ordre, les personnes fausses, les repas d'écoles et les cheveux fraîchement lavés sans aucun produit dessus ! Sa chanson préférée du CD de la série est All The Above Dreaming car c'est un thème musical et que c'est Frankie et lui qui la chantent. Le moment qu'il préfère au Domaine d'Avalon : sa rencontre avec Natalie, le premier jour !
Felix : il aime les filles. Il déteste travailler trop dur. Sa chanson préférée du CD de la série est sa version de Can I Trust You car il y fait du rap. Les moments qu'il préfère au Domaine d'Avalon : recevoir son DVD d'admission pour le domaine d'Avalon, réaliser qu'il y avait là-bas quelques grands talents américains, aider Amy pour son projet, et surtout savoir qu'elle était contente du résultat ! Autre chose: il cache ses sentiments comme le fait Amy, faire confiance, c'est difficile!

## Épisodes
- 1. Pourquoi moi ? (Why Me?)

Résumé : Les 13 jeunes apprennent qu'ils vont au Domaine d'Avalon pendant les vacances. Quand ils arrivent, chacun a des matières dans lesquelles ils sont fort mais d'autres dans lesquelles ils ne le sont pas du tout. Deux d’entre eux surprennent une conversation, et pensent qu'ils vont être supprimés. Ils décident de partir avant qu'on leur dise de partir. En partant ils croisent le professeur Toone, qui leur expliquent qu'ils ne s'agissait pas d'eux. 
- 2. Question de confiance (Just for the Record)

Résumé : Chacun doit présenter un projet en solo ou en groupe. Amy choisit, comme à son habitude, de travailler toute seule, en jouant du piano tout en chantant. Une mauvaise chute l'empêche de faire du piano pendant plusieurs jours, elle doit alors travailler avec Félix. Il veut apporter des changements, ne veut pas et ne travaille plus avec lui. Il décide de le faire quand même dans le dos d'Amy, quand il lui fait écouter de force, elle adore, et ils se réconcilient. 
- 3. Les Chasseurs de scoops (Hold the Front Page)

Résumé : Les élèves apprennent que de nombreuses stars sont passées avant eux à Avalon. Seulement le secret doit être bien gardé. Malheureusement, le secret est dévoilé, et c'est maintenant que la presse les envahit. Tout le monde se concentre sur : interview, presse et compagnie. Mais où est donc leur vie si tranquille ?
- 4. Changement de style (Lifestyle)

Résumé : Le Professeur Toone leur apprend à changer de style, et chacun va changer sa personnalité, au désespoir de certains...
- 5. Radio Avalon (Radio Radio)

Résumé : Khush a été choisie pour faire l'émission de radio d'Avalon, alors qu'elle ne le veut pas, quant à Félix, il fait tout pour saboter l'émission et perd la guerre qui avait été déclarée entre lui et Khush. Mais les deux ados ne sont pas rancuniers, et finissent tous les deux par gagner.
- 6. Touche pas à mes grenouilles (Charity Record)

Résumé : Un magnifique parc va être détruit pour y faire un parking. Alors tous les élèves se rassemblent pour empêcher cela. Ils font un cd pour récolter des fonds, tandis que Nathalie perd les pédales parce que Patrick ne croit pas en elle.
- 7. Le Pari (Oliver)

Résumé : Oliver était avant dans un pensionnat très riche, et Félix le considère comme tel. Il se dispute donc et décide qu'il y a deux équipes, l'une du côté d'Ollie, l'autre du côté de Félix. L'équipe d'Oliver doit dormir pendant 1 semaine dans une très vieille grange abandonnée. Ils finissent par gagner et cela prouve à Félix qu'il n'était pas si bourgeois que ça !
- 8. À l'unisson (Together)

Résumé : Stacey est demandée comme chanteuse pour un grand personnage de la chanson. Elle ne veut pas y aller toute seule car elle a peur. Nathalie se propose de l'aider, mais Amy ne veut pas laisser Stacey seule avec Nathalie, elle l'aide aussi. C'est pour cela que tout le monde veut y mettre un peu du sien et cela devient vite un concours !
- 9. Bisbilles, pirates et vidéo (Jay's Pirate Video)

Résumé : Jay se prépare à tourner un petit film de pirates. Son idée est à la fois simple et précise, mais chacun veut y mettre son grain de sel. Incapable de dire non, il se sent vite dérobé et dépossédé de son projet.
- 10. Rap-unzel (Rap-Unzel)

Résumé : 
- 11. À nous la liberté (And the Living is Easy)

Résumé : 
- 12. On ne choisit pas ses parents (Family)

Résumé : 
- 13. Toone amoureux (Toone in Love)

Résumé : Toone organise un mariage indien.